# Pechtera
Pechtera (ˈpɛʃtɛrɐ, en bulgare Пещера, translittération internationale Peštera, « grotte » - mais ce mot est accentué sur la dernière syllabe) est une ville de Bulgarie. Elle est située à 450 m d'altitude, à la limite entre la plaine supérieure de Thrace et les Rhodopes occidentales, 125 km au sud-est de Sofia, 40 km au sud-ouest de Plovdiv, 20 km au sud de Pazardžik et 15 km au nord de Batak. La ville comptait 20 954 habitants au 15 septembre 2008.

## Histoire
Des vestiges de fortifications, de ponts et de routes ont été trouvés aux environs de Peštera, ainsi que de nombreux objets datant de l'époque thrace. On suppose que le site a été colonisé dès le IVe siècle av. J.-C. À l'époque de la Renaissance bulgare (Възраждане), l'artisanat et la construction y connurent un important essor. Les monuments les plus importants de cette époque sont les églises Sveta Petka (1710), Sveti Dimităr (1825) et Sveta Bogorodica (Notre-Dame) (1864), la première école de la ville (construite en 1848, la tour de l'horloge (construite entre 1650 et 1710) et d'autres encore. Peštera compte une quarantaine de monuments historiques d'importance régionale, ainsi qu'un musée historique.

## Environs
Dans le village de Padilovo, à 6 km de Peštera, se trouve un musée rappelant la participation des habitants à l'insurrection bulgare d'avril 1876. À 15 km de la ville se trouve le lac de barrage de Batak et la zone touristique de Sveti Konstantin. On peut s'y baigner et pratiquer la pêche à la ligne pendant l'été et skier l'hiver. Près de la ville se trouve également la grotte de Snežanka, dans laquelle ont été retrouvés des vestiges de l'âge du bronze provenant de la tribu thrace des Besses.

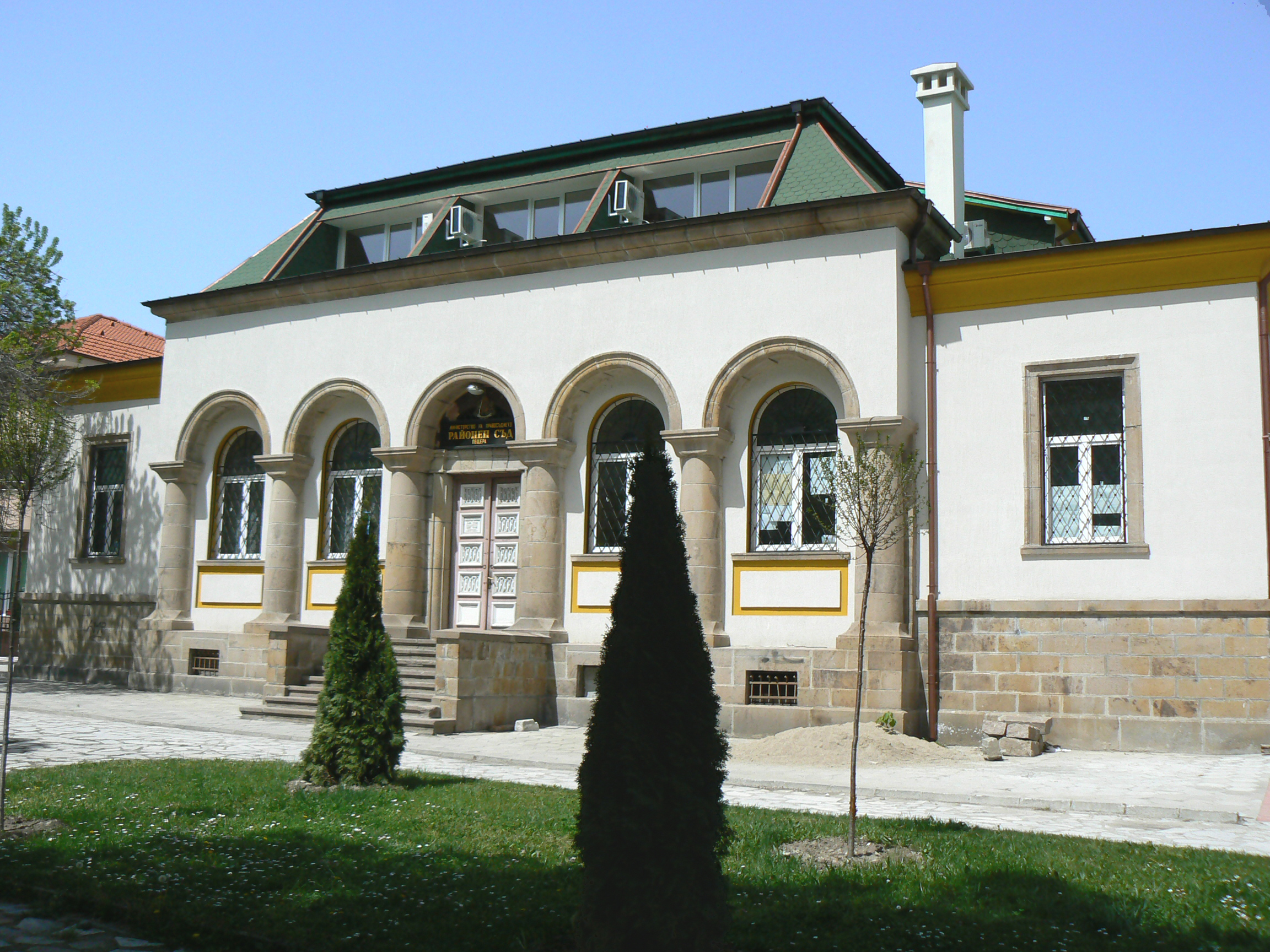
Palais de justice de Peštera

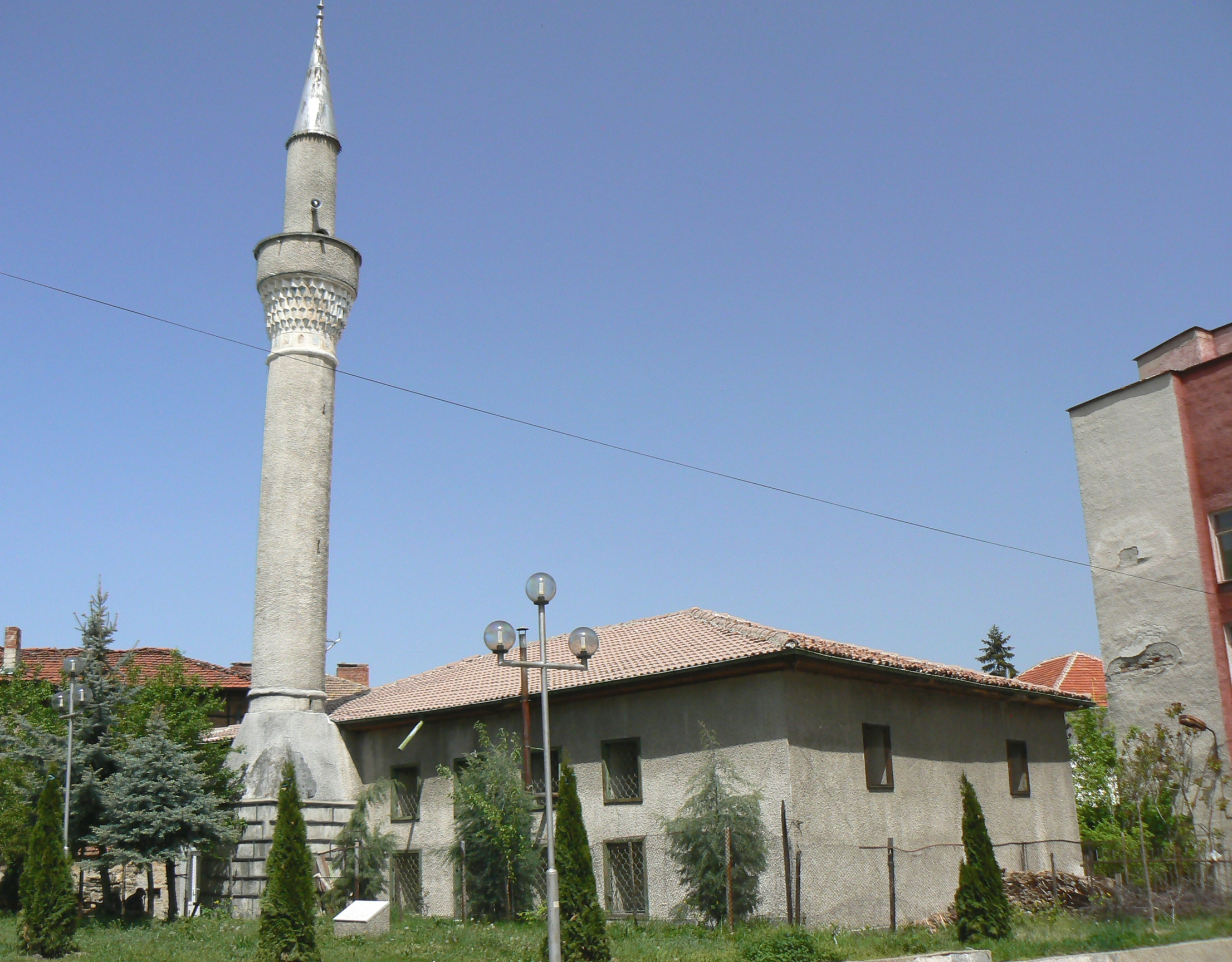
Mosquée de Peštera